# Painkiller (album)
 For alternative betydninger, se Painkiller. (Se også artikler, som begynder med Painkiller)
Painkiller er et guld-certificeret album fra det britiske heavy metal-band Judas Priest, der blev udgivet i 1990. Painkiller blev indspillet i Miraval Studios i Brignoles, Frankrig tidligt i 1990 og mixet i Wisseloord Studios i Hilversum, Holland senere samme år. Det var det første album med den nuværende trommeslager Scott Travis. De originale lp'er, kassetter og cd-version blev udgivet den 3. september 1990. I maj 2001 blev en kvalitetsforbedret cd genudgivet, med to bonusspor tilføjet. Den 20. februar 1991 fik Painkiller tildelt en grammy i kategorien Bedste Metal Fremførelse (Best Metal Performance).
Painkiller betragtes som Judas Priests nøgle til tilbagevendende succes. Bandet vendte på dette album tilbage til deres 1970'er stil, mens de lånte moderne speed metal teknikker. Udgivelsen menes derved at have inspireret flere speed og power metal-bands.
På turnéen til albummet kom forsangeren Rob Halford slemt til skade, da han kørte sin motorcykel op på scenen, og kolliderede med trommesættet. Senere hen udtalte han, at denne episode var en af grundene til, han valgte at forlade bandet, og efterfølgende danne sit eget thrash metal-band Fight. Judas Priest holdt efterfølgende kontakten med ham, og i 2003 sluttede han sig til dem igen.

## The Painkiller
The Painkiller er en karakter fra en serie fiktionsskabte messiasser lavet af Judas Priest. Painkiller er beskrevet som en metalmessias, der er sendt til verden for at udrydde ondskaben og redde menneskeheden for ødelæggelse. Karakteren Painkiller menes at være inspireret af den faldne engel fra Sad Wings of Destiny albumomslaget. Det mest bemærkelsesværdige ved Painkiller, udover dens krop er lavet af metal, er den rider på metalmonsteret: En motorcykel med et dragehoved som understel og to rundsave som hjulene. The Painkiller optræder på omslaget af albummet.

## Spor
Alle sangene er skrevet af Rob Halford, K.K. Downing and Glenn Tipton, medmindre andet står noteret.
1. "Painkiller" – 6:06
2. "Hell Patrol" – 3:37
3. "All Guns Blazing" – 3:58
4. "Leather Rebel" – 3:35
5. "Metal Meltdown" – 4:48
6. "Night Crawler" – 5:45
7. "Between the Hammer & the Anvil" – 4:49
8. "A Touch of Evil" (Halford, Downing, Tipton, Chris Tsangarides) – 5:45
9. "Battle Hymn" – 0:58
10. "One Shot at Glory" – 6:49

### Bonusspor fra 2001
1. "Living Bad Dreams" – 5:21
2. "Leather Rebel" (Live) – 3:39

## Singler
- "Painkiller"
- "A Touch of Evil"

Begge sange har fået lavet en musikvideo.

## Coverversioner
- Det amerikanske dødsmetal-band Death lavede en coverversion af Painkillers titelspor på deres album The Sound of Perseverance. Dette gjorde det brasilianske power metal-band Angra og spanske Saratoga også. Metalbandet Exmortus lavede også en coverversion af "Painkiller," og spiller den jævnligt til optrædener.
- Lions Share lavede en coverversion af sangen "A Touch of Evil"
- Til nummeret "Night Crawler" blev der lavet en coverversion af Radakka og Cryptic Wintermoon.
- Dødsmetal-bandet Aurora Borealis lavede en coverversion af sporet "Metal Meltdown"
- Heavy metal-bandet Krokus havde allerede i 1978 udgivet et album af samme navn.

## Musikere
- Rob Halford – Vokal
- K.K. Downing – Guitar
- Glenn Tipton – Guitar
- Ian Hill – Bas
- Scott Travis – Trommer
- Don Airey – Keyboard på "A Touch of Evil"